# Podvinecký potok
Podvinecký potok je vodní tok v Rakovnické pahorkatině, který protéká převážně okresem Louny. Je dlouhý 17,9 km, plocha jeho povodí měří 86,3 km² a průměrný průtok na říčním kilometru 1,5 je 0,185 m³/s (starší údaje uvádí průtok v ústí do Blšanky 0,32 m³/s).

## Popis toku
Potok pramení v Plzeňském kraji západně od Pastuchovic v nadmořské výšce asi 480 metrů. Obě zdrojnice, které jsou v mapách zakresleny jako vysychající toky, se spojují ještě před rybníkem u železniční trati Plzeň–Žatec. Z rybníka potok vytéká na severovýchod, míjí Velečín a vtéká do Velečínského rybníka. Od něj pokračuje dvěma rameny. Východní protéká v krátkém úseku Středočeským krajem a přijímá zprava Ostrovecký a Krtský potok. Západní rameno rybník obtéká a po necelém kilometru se spojuje s Tiským potokem. Obě ramena se vlévají do vodní nádrže Blatno. Z ní potok teče na severovýchod, protéká Stebenským rybníkem, do kterého se vlévá také potok Jesenice a za kterým se krátce stáčí na severozápad a vzápětí prudce zpět na severovýchod. U Černčic napájí Finkův rybník (též Finger), přijímá zleva potok Rovná a zprava Bílenecký potok a stáčí se na sever. Jižně od Kryr do něj ještě zprava ústí potok Březnice a ve městě se v nadmořské výšce 300 metrů vlévá zprava do Blšanky.

## Vodní nádrže
Vodní nádrž Blatno se nachází v katastrálním území Blatno u Podbořan na Podvineckém potoce na říčním kilometru 12,2. Zatopená plocha nádrže činí 33,7 ha a zásobní objem 990 200 m³.
Vodní nádrž Finger-Petrohrad se nachází v katastrálním území Petrohrad na Podvineckém potoce na pátém říčním kilometru. Zatopená plocha nádrže činí 2,86 ha a zásobní objem 54 755 m³.
V roce 2041 se předpokládá dokončení vodního díla Kryry, jehož hráz by měla stát na říčním kilometru 1,5. Zatopená plocha by měla dosáhnout 123,6 hektarů.